# Danh sách vùng lãnh thổ được công nhận bằng Hiệp ước hay Thỏa ước Quốc tế
Có sáu quốc gia đặt trong tình trạng đặc biệt, được công nhận bằng Hiệp ước hay Thỏa ước Quốc tế(Åland ở Phần Lan, Svalbard ở Na Uy, Kosovo ở Serbia, the Occupied Palestinian Territories, và Đặc khu hành chính Hong Kong và Macau ở Cộng hòa nhân dân Trung Hoa.

## Các vùng lãnh thổ trong danh sách

### Cộng hòa nhân dân Trung Hoa
- Hong Kong: Đặc khu hành chính; sau bản Sino-British Joint Declaration on the Question of Hong Kong (tạm dịch: Bản tuyên bố của Vương quốc Anh về vấn đề trao trả Hong Kong) được ký vào ngày 19 tháng 12 năm 1984, Cộng hòa nhân dân Trung Hoa đã khẳng định chủ quyền ở Hồng Kông vào ngày 1 tháng 7 năm 1997. Đây là một vùng lãnh thổ tự trị, được ghi nhận trong Hiến pháp Hong Kong.
- Macau: là đặc khu kinh tế; sau Bản tuyên bố của Bồ Đào Nha về vấn đề trao trả Macau được ký năm1987, Cộng hòa nhân dân Trung Hoa đã khẳng định chủ quyền của mình ở Macau vào ngày 20 tháng 12 năm 1999. Đây là một vùng lãnh thổ tự trị, được ghi nhận trong Hiến pháp Macau.

### Phần Lan
- Åland:

### Na Uy
- Svalbard

### Serbia
- Kosovo

### The formerBritish Mandate of Palestine
- Occupied Palestinian Territories